# 1928 no teatro

## Nascimentos
| Data           | Nome            | Profissão | Nacionalidade | Observações | Ref |
| -------------- | --------------- | --------- | ------------- | ----------- | --- |
| 24 de janeiro  | Michel Serrault | ator      | França        | m. 2007     |     |
| 30 de julho    | Eunice Muñoz    | atriz     | Portugal      |             |     |
| 28 de setembro | Yolanda Cardoso | atriz     | Brasil        | m. 2007     |     |

## Mortes
| Data | Nome | Profissão | Nacionalidade | Observações | Ref |
| ---- | ---- | --------- | ------------- | ----------- | --- |